# 塞迈雷尼定律
塞迈雷尼定律（或塞迈雷尼延长)是在原始印欧语（PIE）形成的早期生效的一条音变规律。虽然它在许多重构或已经证实的形式中得到明显体现，它在晚期原始印欧语中并不生效，因为形态化已经发生（当然在少数例子中可以由比较法重构）。命名来自于发现者，匈牙利语言学家塞迈雷尼·奥斯瓦尔德。

## 概述
当一个音节尾的 *s 或喉音*H（*h₁, *h₂ 或 *h₃）的前面依次是一个响音和一个元音，这个音（*s 或喉音）消失，其前面的元音变为长元音（补偿延长）。即：
*/-VRs/, */-VRH/ > *-VːR （R为响音，resonant；V表示元音vowel，Vː表示长元音）
*/-VRH-/ > *-VR- （词中的情况，没有s的词可供构拟）

## 形态学影响
这条定律影响了许多单数主格形式的名词：
- PIE */ph₂térs/“父亲”> *ph₂tḗr (古希腊语 patḗr, 梵语 pitā́)
- PIE */ǵénh₁tors/“父或母”> *ǵénh₁tōr (古希腊语 genétōr, 拉丁语 genitor)
- PIE */dʰéǵʰoms/“土壤，地球”> *dʰéǵʰōm (古希腊语 khthṓn, 梵语 kṣa, 赫梯语 te-e-kán)

还有以*-h₂结尾的中性复数/集合名词的主宾格形式：
- PIE */ǵénh₁monh₂/“种子（复数）”> */ǵénh₁mōn/ > *ǵénh₁mō（见下，应去掉n）

还有第三人称单数完成时：
- PIE */-ers/（第三人称单数完成时词尾）> *-ēr (拉丁语 ēr-e, 赫梯语 -er, -ir)

试比较：
- PIE */werh₁-dʰh₁-om/“单词”> *werdʰh₁om (拉丁语 verbum)

## 更多影响
根据另外一个规则，如果结果是*-ōn，这个n也消失，最终是*-ō：
- PIE */ḱwóns/“狗”> */ḱwṓn/ > *ḱwṓ （梵语ś(u)vā́，古爱尔兰语cú）

“心”是唯一一个 *r 后的 *d 被省略的例子。并不清楚这是一个孤例，还是像塞迈雷尼定律一样的一个更大的规则。
- PIE */ḱérd/“心”> *ḱḗr （古希腊语kêr，赫梯语ker）

## 例外
很多例子明显不受塞迈雷尼定律影响：
- 主题名词的复数宾格形式*-ons 。
- 单数属格词干，如*déms “房子的 of the house”（在短语*dems potis“房子的主人”这块语言学“化石”中发现）。
- 元音-响音-*-s 结尾的第二人称单数动词，如*gʷéms（来自词根*gʷem- "to step, to come"）。

## 形态化
在PIE中，结果中的长元音化也发生在一些不满足适用条件的词语中，如 *pṓds“脚”。
有时长元音化不再与擦音消失同步发生，如：
- PIE */gʷénh₂s/“女人”> *gʷḗn (古爱尔兰语 bé) 但也有 *gʷénh₂ (梵语 jáni)

- PIE *gen- > 梵语 janman，PIE *genh₁- > 梵语 jánitrī

没有喉音的形式被认为是较古老的形式，且可能在PIE的后期被词汇化。